# 中華人民共和國第十屆全運會蹦床比賽
中華人民共和國第十屆全運會蹦床比賽於2005年10月18日至20日在江陰市體育館舉行。本屆全運會蹦床比賽設男子網上單人、女子網上單人、男子團體以及女子團體四個小項。
團體項目的決賽於10月19日，個人項目的決賽於10月20日進行。

## 奖牌分布情况

### 男子
| 項目         | 金牌                                      | 银牌                                          | 铜牌                                      |
| 男子團體     | 董棟 穆勇峰 徐瀟 張傑 高傑 黃文俊（山西） | 馮強強 胡俊雄 陆春龙 吳濤 卞曉陽 顧凌（江蘇） | 曹明 李磊 吳憶 俞華 杜飛龍 季瑞堃（上海） |
| 男子網上單人 | 陆春龙（江蘇）                            | 馮強強（江蘇）                                | 穆勇峰（山西）                            |

### 女子
| 項目         | 金牌                                            | 银牌                                        | 铜牌                                     |
| 女子團體     | 何雯娜 黄珊汕 林閩 鄭曉鋆 起永梅 王佳琳（福建） | 李陶然 束旋瑩 吳芳 姚蒙 王影 張文婕（江蘇） | 呂爽 池宇寧 黃曉琴 馬田甜 唐麗娟（雲南） |
| 女子網上單人 | 黄珊汕（福建）                                  | 罗丹（湖南）                                | 钟杏平（廣東）                           |

## 奖牌榜
| 名次 | 代表團 | 金牌 | 銀牌 | 銅牌 | 總數 |
| ---- | ------ | ---- | ---- | ---- | ---- |
| 1    | 福建   | 2    | 0    | 0    | 2    |
| 2    | 江蘇   | 1    | 3    | 0    | 4    |
| 3    | 山西   | 1    | 0    | 1    | 2    |
| 4    | 湖南   | 0    | 1    | 0    | 1    |
| 5    | 廣東   | 0    | 0    | 1    | 1    |
| 5    | 雲南   | 0    | 0    | 1    | 1    |
| 5    | 上海   | 0    | 0    | 1    | 1    |
| 总计 | 总计   | 4    | 4    | 4    | 12   |